# AC Sodigraf
Athletic Club Sodigraf este un club de fotbal congolez cu sediul în Kinshasa. Meciurile de acasă se joacă la Stade des Martyrs.

## Istoria Clubului
Fondată în 1989 în capitala Kinshasa, participă de mai multe ori în campionatul regional numit Epfkin și în cupa națională a Republicii Democrate Congo. La nivel internațional, a participat la Cupa Cupelor Africane în 1996 și a pierdut în finală împotriva celor de la Al-Mokawloon Al-Arab din Egipt. Ultima sa participare în campionatul RD Congo a fost în 2003.

## Realizări

### Palmares
| Competiții Naționale                        | Competiții Continentale                      |
| - Cupa RD Congo (4) : - Câștigători : 1995. | - Cupa Cupelor CAF : - Finalistă (1) : 1996. |

### Finale
| Finala jucată de Sodigraf în Cupa Cupelor a Africii | Finala jucată de Sodigraf în Cupa Cupelor a Africii | Finala jucată de Sodigraf în Cupa Cupelor a Africii | Finala jucată de Sodigraf în Cupa Cupelor a Africii | Finala jucată de Sodigraf în Cupa Cupelor a Africii |
| Finala Pierdută                                     | Finala Pierdută                                     | Finala Pierdută                                     | Finala Pierdută                                     |                                                     |
| Anul                                                | Finalistă                                           | Scor                                                | Adversar                                            |                                                     |
| --------------------------------------------------- | --------------------------------------------------- | --------------------------------------------------- | --------------------------------------------------- | --------------------------------------------------- |
| 1996                                                | AC Sodigraf                                         | 0 - 4                                               | Al-Mokawloon                                        |                                                     |

## Legături externe
- Turnee Continentale